# Piotr I (car Bułgarii)

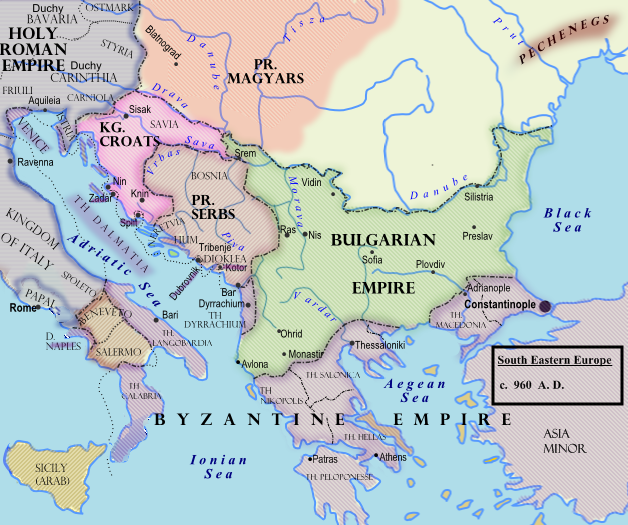
Imperium bułgarskie za panowania Piotra I (950 r.)

Piotr I (bułg. Петър I; ur. po 912, zm. 969) – car bułgarski z dynastii Kruma, syn Symeona I Wielkiego. Panował w latach 927–969.

## Życie

### Objęcie władzy
Piotr był drugim z czterech synów Symeona I. Najstarszy Michał, został przeznaczony przez ojca do stanu duchownego. Ulubiony syn Piotr został przez ojca wyznaczony na jego następcę. W imieniu młodego i słabego władcy władzę przejął jego wuj bojar Georgi Sursuwuł. W 927 roku Bułgarzy zawarli na 40 lat traktat pokojowy z Bizancjum. Bułgaria zatrzymała zdobycze Symeona, a władca Bułgarii rezygnował z pretensji do panowania nad Konstantynopolem zadowalając się tytułem basileusa Bułgarów i coroczną daniną. Rząd bizantyński uznał istnienie patriarchatu bułgarskiego, który Symeon utworzył w ostatnich latach swego panowania. Car Piotr poślubił wnuczkę cesarza Romana Lekapena Marię.

### Walki o władzę
Za tytuł cesarski i wspaniałe podboje przyszło Bułgarii zapłacić bardzo wysoką cenę. Kraj był wyczerpany długotrwałym wysiłkiem wojennym, a struktury państwa zbyt młode by przetrzymać kryzys. Kiedy zabrakło silnej osobowości Symeona ujawniły się ukryte dotąd konflikty wewnętrzne. Pokój zawarty z cesarstwem spowodował ostrą reakcję frakcji wojennej. W początkowych latach panowania Piotra I bizantynizacja kultury bułgarskiej zapoczątkowana przez chrzest Bułgarii, osiągnęła swoje apogeum. Przeciw bizantynizacji obyczajów i strojów na dworze w Presławiu ostro wypowiedzieli się dwaj synowie Symeona: Iwan i Bojan (Beniamin). W początkach 928 roku „Symeonowi wielmoże” uknuli spisek przeciw carowi i Georgiemu Sursuwułowi. Na czele spisku stanął syn Symeona, Iwan. Spisek został jednak wykryty, a jego przywódca wtrącony do lochu, a następnie osadzony w klasztorze i w końcu skazany na wygnanie. W 930 roku zbiegł z klasztoru starszy brat Piotra Michał i w bułgarskich górach utworzył rodzaj zbójeckiego królestwa.
Korzystając z waśni bułgarskiego rodu carskiego, w 928 roku pod wodzą zbiegłego z Bułgarii księcia Czasława niezależność odzyskała Serbia. W 934 roku ziemie bułgarskie najechali Madziarzy pustosząc kraj aż po Trację. Liczba pojmanych była tak wielka, że ładną kobietę można było kupić za jedwabną sukienkę.

### Rozkład państwa
Długoletni rozwój społeczny, który doprowadził do wytworzenia się w miejsce wolnej ludności wiejskiej warstwy bogatych bojarów i zależnego chłopstwa zmienił układ sił w państwie na niekorzyść władzy centralnej. Proces ten, przyspieszony przez długoletnie wojny Symeona, doprowadził do powstania całkowicie niemal niezależnych od władzy cara wielkich posiadłości bojarskich. Hojne nadania ziemskie cara Piotra na rzecz klasztorów spowodowały pojawienie się w krótkim czasie również wielkiej własności kościelnej. Organizacja gospodarki w dobrach kościelnych na wzór grecki, oparta pracy ludzi kościoła (klerików) i niewolnych chłopów (parików), choć niewątpliwie gospodarczo korzystna, wzmagała jeszcze proces rozwarstwienia i przekształceń społecznych.
Niepokoje wewnętrzne, następujący proces przemian społecznych i rosnące ciężary finansowe na rzecz państwa, przyczyniła się do gwałtownego rozprzestrzenienia się na ziemiach bułgarskich herezji wyznawanej przez zamieszkujących Trację, a przesiedlonych w VIII i IX wieku z Azji paulicjan. Manichejską naukę paulicjan podjął w Bułgarii pop Bogomił, od jego imienia wyznawców nazwano bogomiłami. Bogomił głosił, że świat materialny jest dziełem Złego i domeną szatana, odrzucał obrzędy i organizację kościelną, odrzucał posiadanie dóbr i istniejący porządek społeczny. Car Piotr podjął szeroko zakrojoną akcję walki z bogomiłami. Prześladowania objęły wyznawców sekty i ich dzieła.

### Najazd ruski

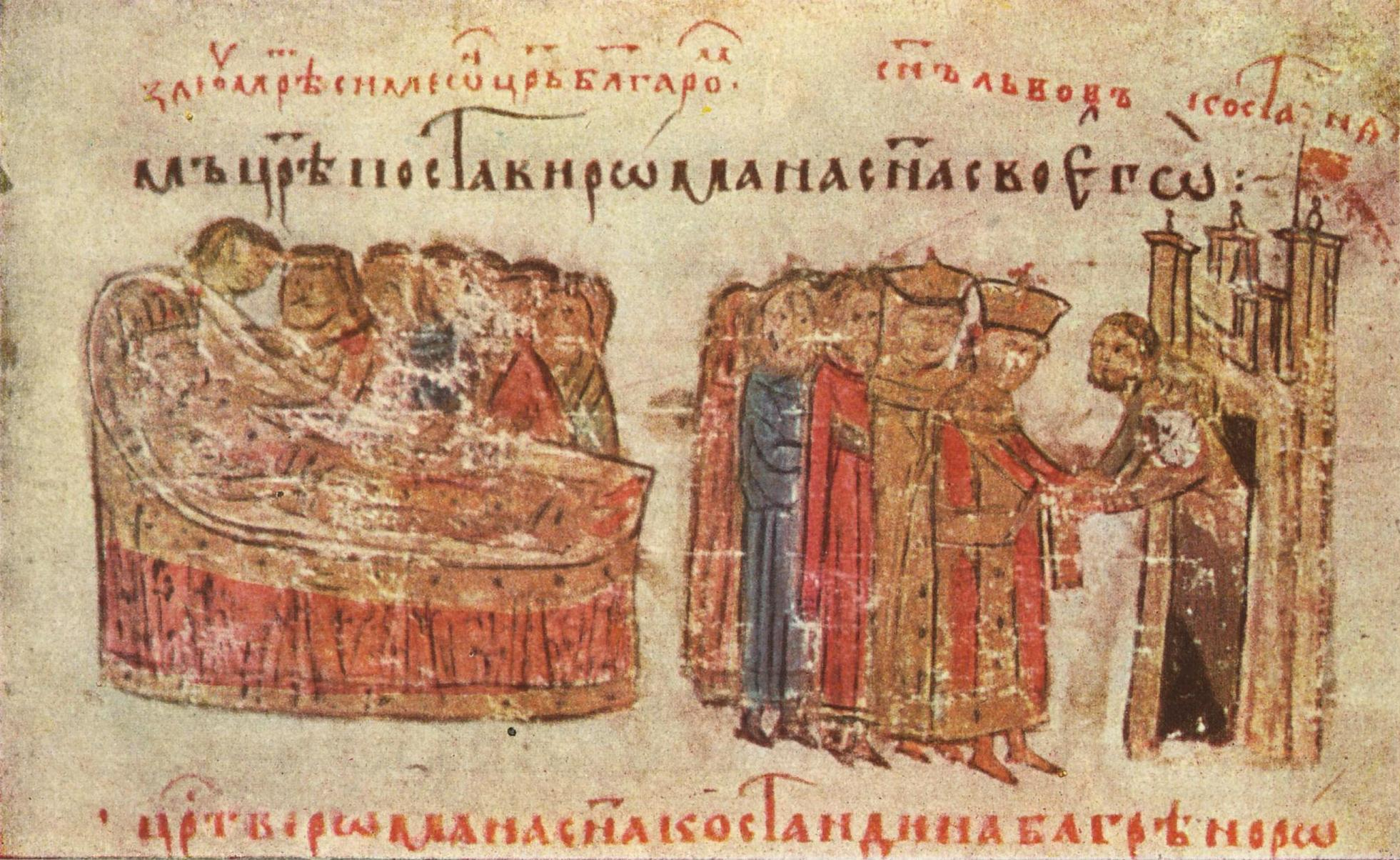
Śmierć cara Piotra I.

Po intronizacji nowego cesarza bizantyńskiego Nicefora Fokasa Piotr I odnowił w roku 963 pokój z cesarstwem. Władca bułgarski był zmuszony wysłać do Konstantynopola swych synów jako zakładników. Zobowiązał się też do odpierania najazdów madziarskich na ziemie bizantyńskie. Nie mogąc wypełnić tego zobowiązania, chcąc uchronić swe państwo od kolejnego najazdu Madziarów zawarł z nimi w 965 roku porozumienie, że nie będzie stwarzał im przeszkód w czasie przemarszu przez Bułgarię ku prowincjom bizantyńskim. Jednocześnie wysłał do Konstantynopola, do odnoszącego świetne tryumfy na wschodzie cesarza Nicefora Fokasa, poselstwo z żądaniem zapłaty trybutu płaconego przez jego poprzedników. Rozgniewany Nicefor kazał wychłostać posłów po czym odesłał ich z pogróżkami do Bułgarii. Nie zdecydował się jednak na wojnę z Bułgarią ograniczając się do zniszczenia kilku nadgranicznych fortec. Zajęty na wschodzie, dla usunięcia groźby wojny z Bułgarią, nakłonił do najazdu na Bułgarię księcia kijowskiego Światosława. W 968 roku książę ruski na czele 60-tysięcznej armii przeprawił się przez Dniepr i dotarł idąc wzdłuż Morza Czarnego do delty Dunaju. W Dobrudży zastąpiła mu drogę 30-tysięczna armia bułgarska. Została jednak rozgromiona zaraz w pierwszej bitwie. Wojska ruskie zdobyły około 80 twierdz bułgarskich, umacniając się na północnym wschodzie państwa. Światosław obrał sobie za siedzibę Presławiec. Car Piotr na wieść o pierwszej porażce Bułgarów został porażony atakiem paralitycznym. Zmarł 30 stycznia 969 roku.

## Związki rodzinne
Piotr I miał z żoną Marią Lekapeną dwóch synów:
- Borysa cara Bułgarii w latach 969-971, który zginął w 976 roku w trakcie ucieczki z bizntyńskiego więzienia.
- Romana cara zachodniej Bułgarii w latach 986-991, który zmarł w niewoli bizantyńskiej w 997 roku.

|                                    |                                    |                                     |                                     |                                                |                                                |                                                  |                                                  |                          |                        |       |       |
| Borys I (zm. 907, panował 852—889) | Borys I (zm. 907, panował 852—889) | Borys I (zm. 907, panował 852—889)  | Borys I (zm. 907, panował 852—889)  | Maria                                          | Maria                                          | Maria                                            | Maria                                            | Maria                    | Maria                  | Maria | Maria |
|                                    |                                    |                                     |                                     |                                                |                                                |                                                  |                                                  |                          |                        |       |       |
|                                    |                                    |                                     |                                     |                                                |                                                |                                                  |                                                  |                          |                        |       |       |
|                                    |                                    |                                     |                                     |                                                |                                                |                                                  |                                                  |                          |                        |       |       |
| Władimir (panował 889–893)         | Władimir (panował 889–893)         | Gabriel (Gawrił)                    | Gabriel (Gawrił)                    |                                                |                                                | Jakub (Jakow)                                    | Jakub (Jakow)                                    | Eupraksja (Ewpraksija)   | Eupraksja (Ewpraksija) | Anna  | Anna  |
|                                    |                                    |                                     |                                     |                                                |                                                |                                                  |                                                  |                          |                        |       |       |
|                                    | 1 nieznana żona                    | 1 nieznana żona                     | 1 nieznana żona                     | Symeon I (ur. 866, zm. 927, panował 893–927)   | Symeon I (ur. 866, zm. 927, panował 893–927)   | 2 córka Georgi Sursuwuła                         | 2 córka Georgi Sursuwuła                         | 2 córka Georgi Sursuwuła |                        |       |       |
|                                    |                                    |                                     |                                     |                                                |                                                |                                                  |                                                  |                          |                        |       |       |
|                                    |                                    |                                     | 1                                   | 1                                              | 2                                              | 2                                                | 2                                                | 2                        | 2                      | 2     | ?     |
|                                    |                                    | Michał (zm. 931)                    | Michał (zm. 931)                    |                                                |                                                | Iwan                                             | Iwan                                             | Beniamin                 | Beniamin               | córki | córki |
|                                    |                                    |                                     |                                     |                                                |                                                |                                                  |                                                  |                          |                        |       |       |
|                                    |                                    |                                     |                                     | Piotr I (ur. po 912, zm. 969, panował 927–969) | Piotr I (ur. po 912, zm. 969, panował 927–969) | Maria Lekapena (wnuczka cesarza Romana Lekapena) | Maria Lekapena (wnuczka cesarza Romana Lekapena) |                          |                        |       |       |
|                                    |                                    |                                     |                                     |                                                |                                                |                                                  |                                                  |                          |                        |       |       |
|                                    |                                    |                                     |                                     |                                                |                                                |                                                  |                                                  |                          |                        |       |       |
|                                    |                                    |                                     |                                     |                                                |                                                |                                                  |                                                  |                          |                        |       |       |
|                                    |                                    | Borys II (zm. 976, panował 969–971) | Borys II (zm. 976, panował 969–971) |                                                |                                                | Roman (Symeon II) (zm. 997, panował 986–991)     | Roman (Symeon II) (zm. 997, panował 986–991)     |                          |                        |       |       |